# Конторсія

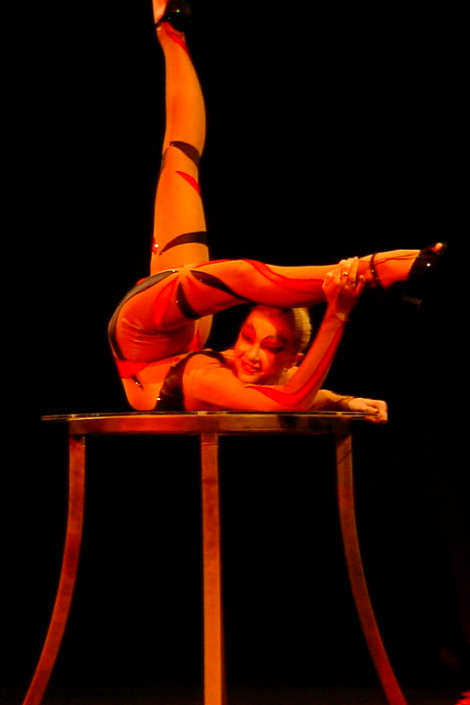

Конторсія (конторсіонізм) — вигинання тіла в незвичайні форми, включає велике різке викривлення і згинання в суглобах людини. Конторсія часто є частиною акробатики в номерах циркових акторів. «Акробати» мають велику неприродну гнучкість, розвивають її далі за допомогою акробатичних вправ. Людина яка не має таких генетичних даних, незалежно від статі, віку чи недоліків може також досягти такого рівня гнучкості, хоча і з більш повільним прогресом.